# Joan Mòjer Noguera
Joan Mòjer Noguera (Llucmajor, Mallorca, 1859-1941), fou un polític conservador i folklorista mallorquí.
Joan Mòjer, conegut com l'amo en Joan de Ses Males Cases, era propietari de les possessions de Ses Males Cases i Son Munar a la Marina de Llucmajor. Fou membre destacat del Partit Conservador i impulsà la creació del Centre de Propietaris de Llucmajor el 1887, i del Centre Catòlic el 1896 amb l'objectiu principal de l'ensenyament popular, del qual en fou el seu president honorari entre 1896 i 1902. El 1906 fou elegit president del Centre d'Obrers Catòlics, creat el 1897, on creà el Pòsit de Nova Creació, amb cooperativa i escola. Com a líder conservador fou elegit batle de Llucmajor en tres ocasions: 1895-97, 1907-09 i 1913-15. El 1915 s'integrà al Centre Maurista.
Com a folklorista destaca la seva feina de recopilació del folklore llucmajorer que recollí en una plagueta inèdita que duu per títol Costumari de Llucmajor i en quatre plaguetes de cançons populars; escriví una obra sobre les torres de defensa costaneres, Les torres de la Mar i l'autobiografia Apunts de la meva vida política.
L'Ajuntament de Llucmajor li concedí, a títol pòstum, el 2000, el guardó de l'Espigolera en reconeixement de la seva labor de folklorista.